# 하위 타선
하위 타선은 야구에서 6번, 7번, 8번, 9번 타순을 가리키는 단어이다. 

## 설명
하위 타선은 상위 타선으로의 연결을 중시하는 타선이 된다. 하위 타선에는 상위 타선처럼 발빠른 타자를 배치하기도 하지만 6번 타자의 경우에는 중심 타선에서 기회를 해결하지못할 경우엔 그것을 대신 해결하는 역할을 하기에 장타력을 중시하는 타선이 된다. 또한 하위 타선에서는 중심 타선이 출루하면 그 주자를 불러들이는 역할을 하기도 하며 8번 타자의 경우는 장타력이 있는 타자를 배치하기도 한다. 경우에 따라서는 감독이 하위 타선을 상대로 희생 번트를 지시하기도 하는데 주로 무사 1루, 무사 2루, 무사 1,2루의 상황에서 희생 번트를 많이 지시한다.

## 같이 보기
- 상위 타선
- 중심 타선